# 哈克曼嶺
哈克曼嶺（英語：Hackerman Ridge）是南極洲的山嶺，位於維多利亞地的博克格雷溫克海岸，屬於勝利山脈的一部分，該山嶺現時由南極條約體系管理。

## 外部連結
. . United States Geological Survey.   [2012-05-14].
72°39′S 167°46′E / 72.650°S 167.767°E